# 蘇多格達
55°57′N 40°52′E / 55.950°N 40.867°E
蘇多格達（俄语：Су́догда）是俄羅斯弗拉基米爾州中部的一個城市、蘇多格達區行政中心，距弗拉基米爾東南40公里。2002年人口13,328人。
1778年設市。